# Tuturor băieților pe care i-am iubit
Tuturor băieților pe care i-am iubit (titlul original în engleză: To All the Boys I've Loved Before) este un film romantic american pentru adolescenți, regizat de Susan Johnson, cu Lana Condor, Noah Centineo, Janel Parrish, Anna Cathcart, Madeleine Arthur, Emilija Baranac, Israel Broussard și John Corbett.
A fost lansat de Netflix pe 17 august 2018.